# Harald von Elverfeldt
Harald Freiherr von Elverfeldt foi um general alemão, comandante de unidades panzer durante a Segunda Guerra Mundial. Nasceu em Hildesheim em 6 de Fevereiro de 1900, morto em ação em 6 de Março de 1945.

## Biografia
Harald von Elverfeldt era um oficial cadete em Março de 1918. Durante o período de entre-guerras, serviu em várias unidades de infantaria e como oficial de staff. Era um Major e la no general staff do 3. Lei.Div. quando a guerra foi declarada. Assumiu o mesmo posto no general staff da 8ª Divisão Panzer se tornando após chief-of-staff do XV Corpo Panzer.
Promovido para Oberst em 15 de Fevereiro de 1942, se tornou um Generalmajor em 8 de Setembro de 1943. Passou a ser o chief-of-staff do 9º Exército (30 de Janeiro de 1943) e após o 17º Exército (1 de Novembro de 1943) antes de assumir o comando da 9ª Divisão Panzer (21 de Setembro de 1944).
Foi morto em ação em 6 de Março de 1945 e promovido postumamente para Generalleutnant em 1 de Março de 1945.

## Condecorações
Foi condecorado com a Cruz de Cavaleiro da Cruz de Ferro (9 de Dezembro de 1944), com Folhas de Carvalho (23 de Março de 1945, n° 801, postumamente) e a Cruz Germânica em Ouro (16 de Março de 1942).